# 小行星3130
小行星3130（3130 Hillary）是一颗围绕太阳公转的小行星。1981年12月20日，安東寧·姆爾科斯在克萊季发现了此天体。
該小行星以紐西蘭登山家艾德蒙·希拉里命名。
这颗小行星的绝对星等为244.57757等。